# Coquille (frégate)
Pour les articles homonymes, voir Coquille.
La Coquille est une frégate de 36 canons lancée en 1794. Construite pour la Marine française, elle est capturée par la Royal Navy à la bataille de l'île de Toraigh le 12 octobre 1798. Incorporée dans la marine britannique comme HMS Coquille, elle brule accidentellement dans l'Hamoaze en décembre 1798.

## Conception et construction
La Coquille est le navire de tête de sa classe. Initialement nommée Patriote, elle est construite à Bayonne en 1794 avant d'être renommée l'année suivante.

## Service actif
À l'automne 1798, une flottille française fait route vers l'Irlande pour apporter des renforts aux insurgés irlandais. Sous les ordres de Jean-Baptiste Bompard, le vaisseau de 74 canons Hoche et huit frégates dont la coquille atteignent la côte du comté de Donegal ; le 12 octobre, trois vaisseaux et les cinq frégates du commodore Warren leur barrent le passage. Dans la bataille qui s'ensuit, la Coquille est capturée.

## Destruction
La Coquille brûle accidentellement dans l'Hamoaze en décembre 1798.